# Cereseto
Cereseto é uma comuna italiana da região do Piemonte, província de Alexandria, com cerca de 431 habitantes. Estende-se por uma área de 10 km², tendo uma densidade populacional de 43 hab/km². Faz fronteira com Moncalvo (AT), Ottiglio, Ozzano Monferrato, Pontestura, Ponzano Monferrato, Sala Monferrato, Serralunga di Crea, Treville.

## Demografia
| Variação demográfica do município entre 1861 e 2011                               |
|                                                                                   |
| Fonte: Istituto Nazionale di Statistica (ISTAT) - Elaboração gráfica da Wikipedia |